# Cephalocera propinqua
Cephalocera propinqua är en tvåvingeart som beskrevs av Hesse 1969. Cephalocera propinqua ingår i släktet Cephalocera och familjen Mydidae. Inga underarter finns listade i Catalogue of Life.